# 斯多葛派逻辑
斯多葛派逻辑（英語：Stoic logic）是由古希腊的斯多葛学派哲学家发展的命题逻辑系统。它是古典世界两大逻辑系统之一，主要由公元前3世纪斯多葛学派的第三任院长克律西波斯建立。克律西波斯的逻辑与亚里士多德的词项逻辑不同，因为它基于对命题的分析而不是词项的分析。斯多葛逻辑中的最小单位是一个“可断言”（斯多葛逻辑中的命题等价物），它是诸如“今天是一天”之类的陈述的内容。 可断言具有真值，因此它们的真或假仅取决于其表达时间（例如，可断言“现在是晚上”只有在确实是晚上时才为真）。